# Seznam nočnih lovcev druge svetovne vojne
Seznam najpomembnejših nočnih lovcev (nočnih lovskih letal) iz obdobja med svetovnima vojnama in druge svetovne vojne.

## B
- Boulton Paul Defiant »Daffy« NF.Mk IA, Mk II (Združeno kraljestvo)
- Bristol Blenheim (Združeno kraljestvo)
- Bristol Beaufighter (Združeno kraljestvo)

## D
- De Havilland Mosquito NF Mk.II, Mk.XV, Mk.XVII, Mk.XIX, Mk.30, NF Mk.36, NF Mk.38 (Združeno kraljestvo)
- Dornier Do 17 Z (Tretji rajh)
- Dornier Do 217 J, 217 N (Tretji rajh)
- Douglas DB-7 Havoc (ZDA)

## F
- Focke-Wulf Ta 154 Moskito (Tretji rajh)
- Focke-Wulf Fw 190A/R11 (Nemčija)

## G
- Gloster Meteor NF.Mk 11 (Združeno kraljestvo)
- Grumman F7F Tigercat F7F-2N, F7F-3N (ZDA)

## J
- Jakovljev Jak-9MPVO (Sovjetska zveza)
- Junkers Ju 88 C (Tretji rajh)
- Junkers Ju 388 »Störtebeker« J (Tretji rajh)

## H
- Heinkel He 219 Uhu (Tretji rajh)

## K
- Kawasaki Ki-45 Toryu (»Nick«) (Japonska)
- Kawasaki Ki-102 (»Randy«) (Japonska)

## M
- Messerschmitt Bf 110 »Zerstörer« F-4, 110 G-4 (Tretji rajh)
- Messerschmitt Me 262 »Schwalbe« B-1a/U1, B-2 (Tretji rajh)
- Mitsubishi Ki-46 (»Dinah«) (Japonska)

## N
- Northrop P-61 Black Widow (ZDA)

## P
- Potez 635 CN2 (Francija)

## V
- Vought F4U-5N